# Nuncjatura Apostolska w Republice Środkowoafrykańskiej
Nuncjatura Apostolska w Republice Środkowoafrykańskiej – misja dyplomatyczna Stolicy Apostolskiej w Republice Środkowoafrykańskiej. Siedziba nuncjusza apostolskiego mieści się w Bangi oraz w Ndżamenie.
Nuncjusz apostolski w Republice Środkowoafrykańskiej akredytowany jest również w Republice Czadu.

## Historia
W 1965 papież Paweł VI utworzył Delegaturę Apostolską w Środkowej Afryce. 30 maja 1970 została ona podniesiona do rangi nuncjatury apostolskiej. 
Delegatura Apostolska w Czadzie powstała w 1973 z mocy decyzji Pawła VI. W 1989 została ona podniesiona do rangi nuncjatury apostolskiej.
W obu tych krajach papieża zawsze reprezentowała ta sama osoba.

## Przedstawiciele papiescy w Republice Środkowoafrykańskiej i w Czadzie
do 1987 w Republice Środkowoafrykańskiej i 1992 w Czadzie z tytułem pronuncjusza
- abp Luigi Poggi (1965 - 1969) Włoch; także pronuncjusz apostolski w Kamerunie (od 1966) i w Gabonie (od 1967)
- abp Mario Tagliaferri (1970 - 1975) Włoch; także delegat apostolski w Kongu
- abp Oriano Quilici (1975 - 1981) Włoch; także delegat apostolski w Kongo
- abp John Bulaitis (1981 - 1987) Anglik; także pronuncjusz apostolski w Kongo
- abp Beniamino Stella (1987 - 1992) Włoch; także pronuncjusz apostolski w Kongo
- abp Diego Causero (1993 - 1999) Włoch; także nuncjusz apostolski w Kongo
- abp Joseph Chennoth (1999 - 2005) Hindus
- abp Pierre Nguyễn Văn Tốt (2005 - 2008) Wietnamczyk
- abp Jude Thaddeus Okolo (2008 - 2013) Nigeryjczyk
- abp Franco Coppola (2014 - 2016) Włoch
- abp Santiago De Wit Guzmán (2017 - 2022) Hiszpan
- abp Giuseppe Laterza (od 2023) Włoch